# Xã Burnstown, Quận Brown, Minnesota
Xã Burnstown (tiếng Anh: Burnstown Township) là một xã thuộc quận Brown, tiểu bang Minnesota, Hoa Kỳ. Năm 2010, dân số của xã này là 268 người.